# Naturhistorisches Museum (Mainz)
Das Naturhistorische Museum Landessammlung für Naturkunde Rheinland-Pfalz (nhm) in Mainz ist das größte Museum seiner Art in Rheinland-Pfalz. Schwerpunkte der Ausstellungen und Sammlungen sind die Bio- und Geowissenschaften in Rheinland-Pfalz und dessen Partnerland Ruanda. Direktor ist seit 1. August 2019 Bernd Herkner, in der Nachfolge von Michael Schmitz.

## Das Klarissenkloster St. Klara
Das Naturhistorische Museum Mainz stellt einen Teil seiner Schaustücke im ehemaligen Klarissenkloster St. Klara (auch Reichklara genannt) aus, zu dem am Allerheiligentag 1272 der Grundstein gelegt worden war. Aufgrund des umfangreichen Vermächtnisses an Grundbesitz, das seine Stifter, der Frankfurter Patrizier Humbert zum Widder und seine Frau Elisabeth dem Kloster hinterließen, verfügte das Kloster bald über Wohlstand. Besonderen königlichen Schutz erhielt das spätere Kloster der Reichen Klarissen (Reichklarakloster) durch Privilegien König Adolfs 1294, die in der Folgezeit späteren Königen immer wieder zur Bestätigung vorgelegt wurden. Der Wohlstand des Klosters nahm während des gesamten späten Mittelalters und der frühen Neuzeit noch zu: Adel und Mainzer Patrizierfamilien, später auch kurfürstliche Beamte, vermachten ihm große Ländereien und Geldmittel. So verkauften mit Zustimmung Hermanns II. von Hohenfels dessen Lehnsleute Dorf und Gericht Zornheim an das Mainzer Kloster Sankt Klara. In der Verkaufsurkunde die am 9. Juni 1329 in Oppenheim ausgestellt wurde, ist auch der Kaufpreis von 200 Pfund Heller genannt.
Von nun an besaßen 250 Jahre lang Äbtissin und Konvent zu Sankt Klara nicht nur einen umfangreichen Grundbesitz in der Zornheimer Gemarkung, sondern auch die unmittelbare Herrschaft über den Ort. Diese hätte möglicherweise noch länger gedauert, wenn nicht die Angst vor einem Zugriff der immer mächtiger werdenden Kurpfalz gewesen wäre.
Deshalb übertrug Äbtissin Ursula Steinhauserin von Neidenfels am 2. September 1578 alle Gewalt über Zornheim an den Mainzer Kurfürsten und Erzbischof Daniel Brendel von Homburg.
1781 beantragte der letzte Mainzer Kurfürst Friedrich Karl Joseph von Erthal, ein „Beförderer der Wissenschaften“, die Auflösung der drei reichsten Mainzer Klöster Kartause, Altmünster und Reichklara, um deren Besitztümer dem Universitäts-Fonds zu übertragen. Die Auflösung wurde durch eine Bulle des Papstes Pius VI. und durch ein kaiserliches Dekret genehmigt. Der Umbau des Klosters in ein Hospital wurde in Angriff genommen, jedoch nie vollendet. Man hat die Gebäude in der Folgezeit sehr unterschiedlich genutzt. Sie dienten Hochwassergeschädigten als Unterkunft, dann als Militärhospital, Stall, Salzlager und Kaufmannslager. Während der französischen Besatzungen Ende des 18. Jahrhunderts wurde einmal eine Bäckerei samt Mehlmagazin eingerichtet, ein anderes Mal ein Proviantamt.

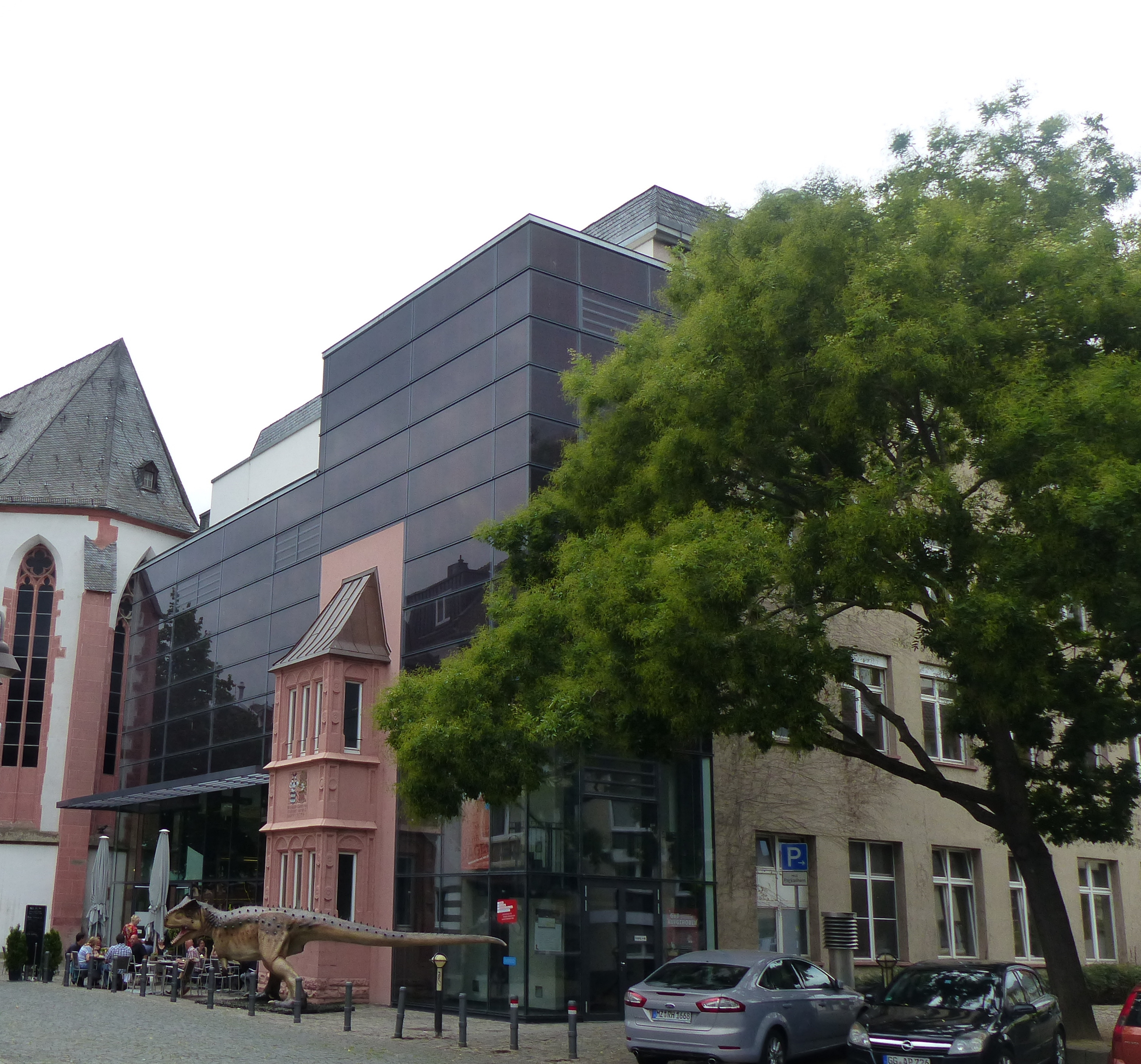
Moderne und historische Gebäudeteile des Naturhistorischen Museums Mainz (2015)
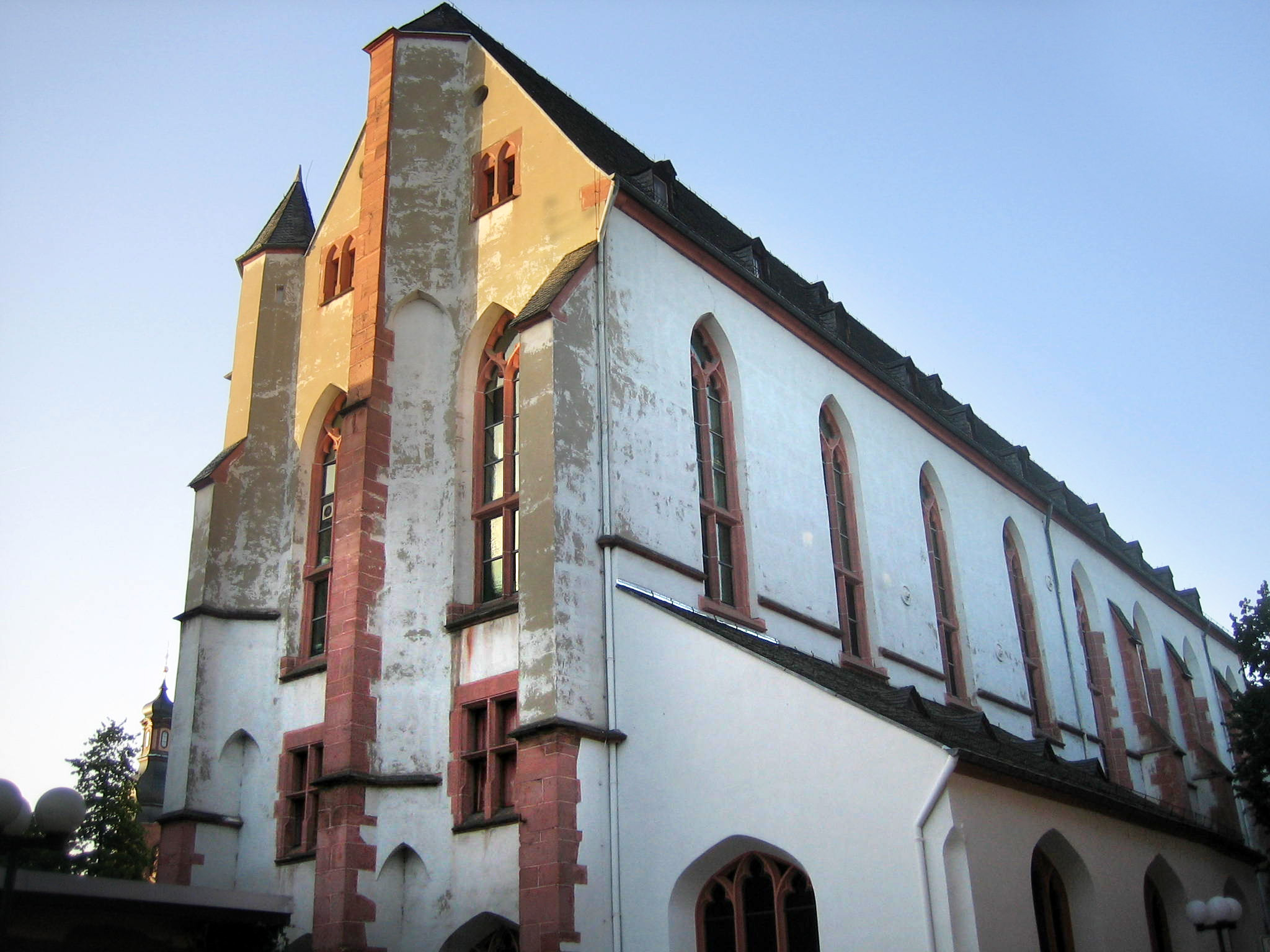
Das ehemalige Reichklara-Kloster Mainz, heute Teil des Museums (2006)
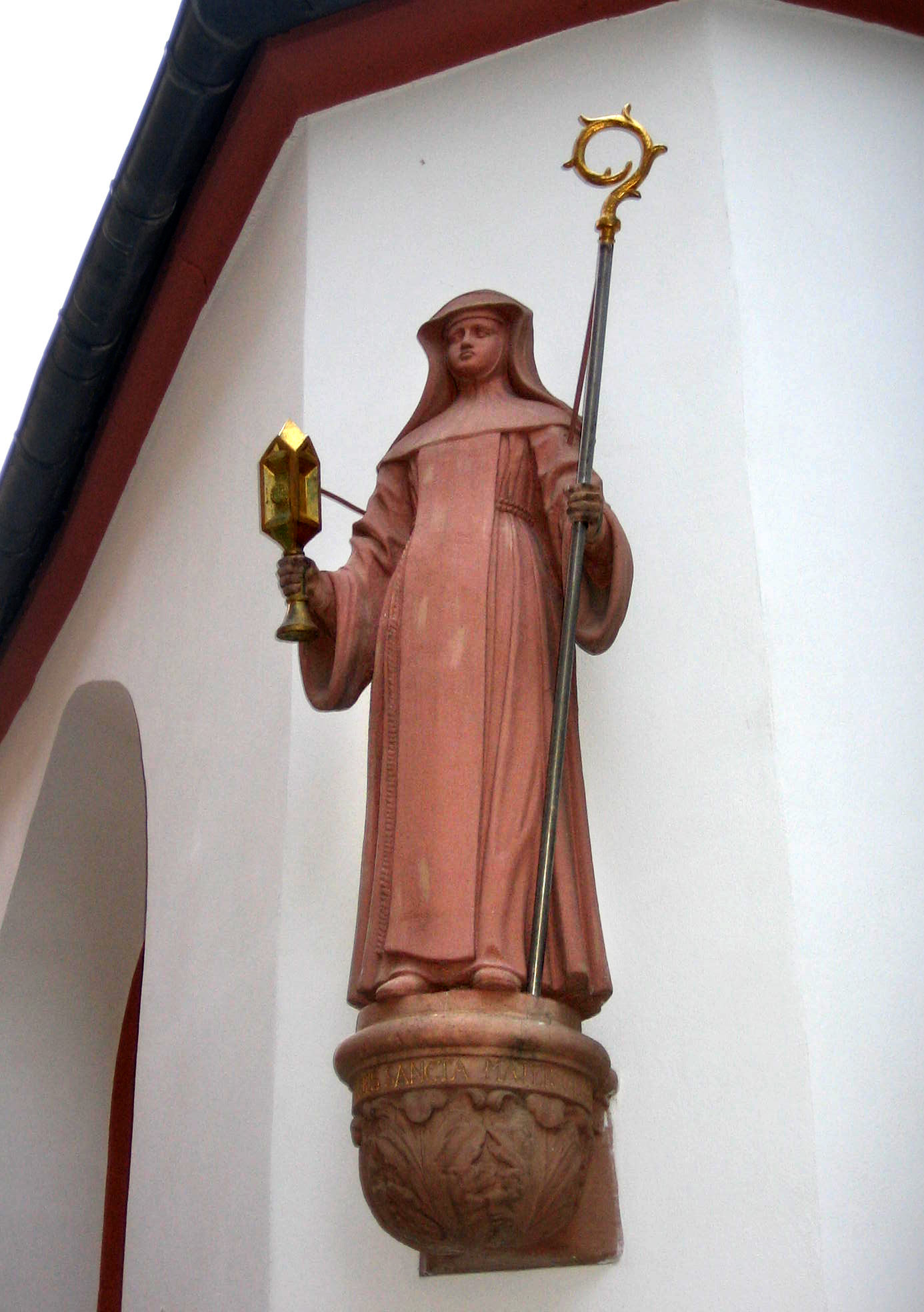
Klara Skulptur am Reichklarakloster Mainz (2006)
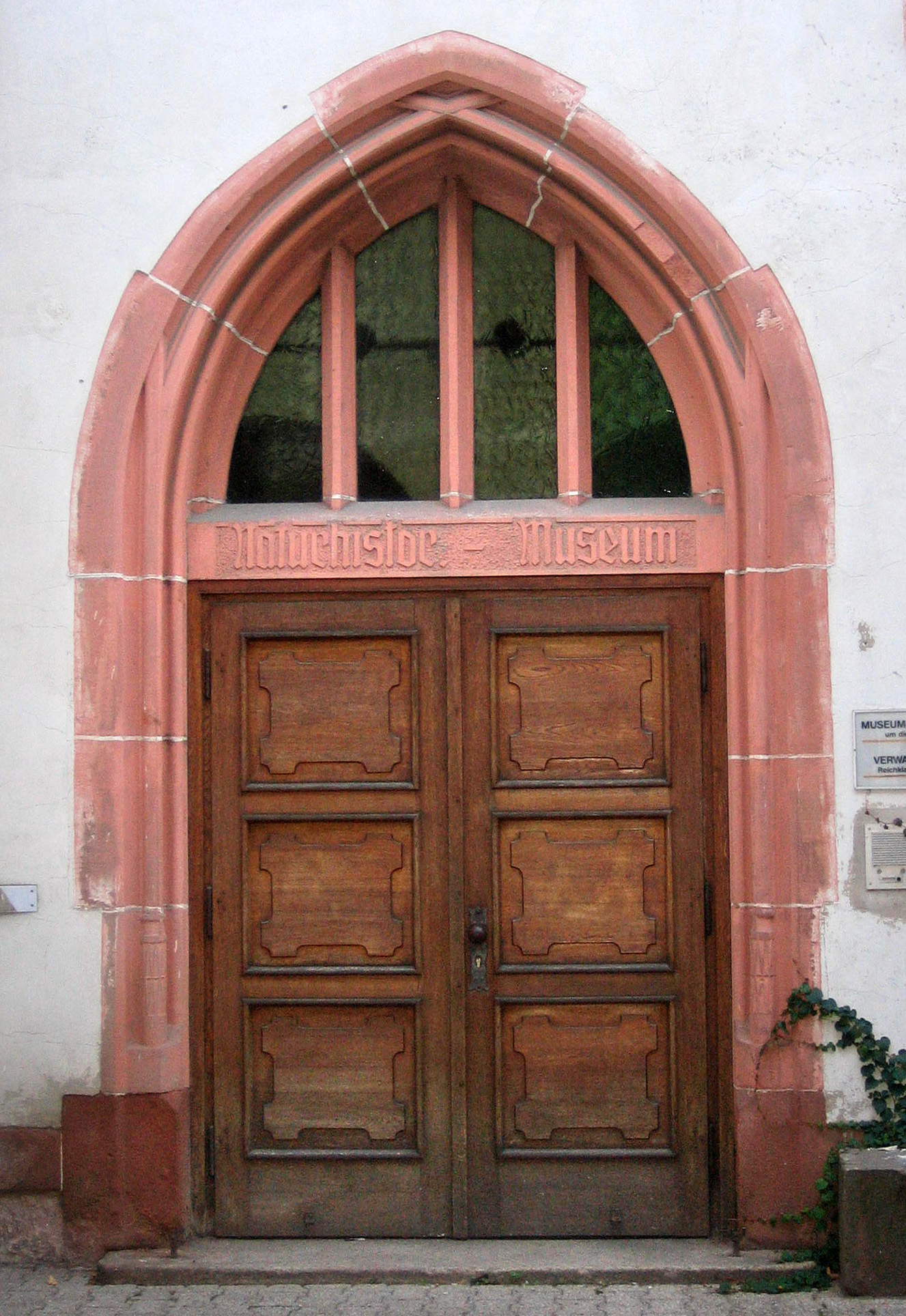
Historischer Museumseingang
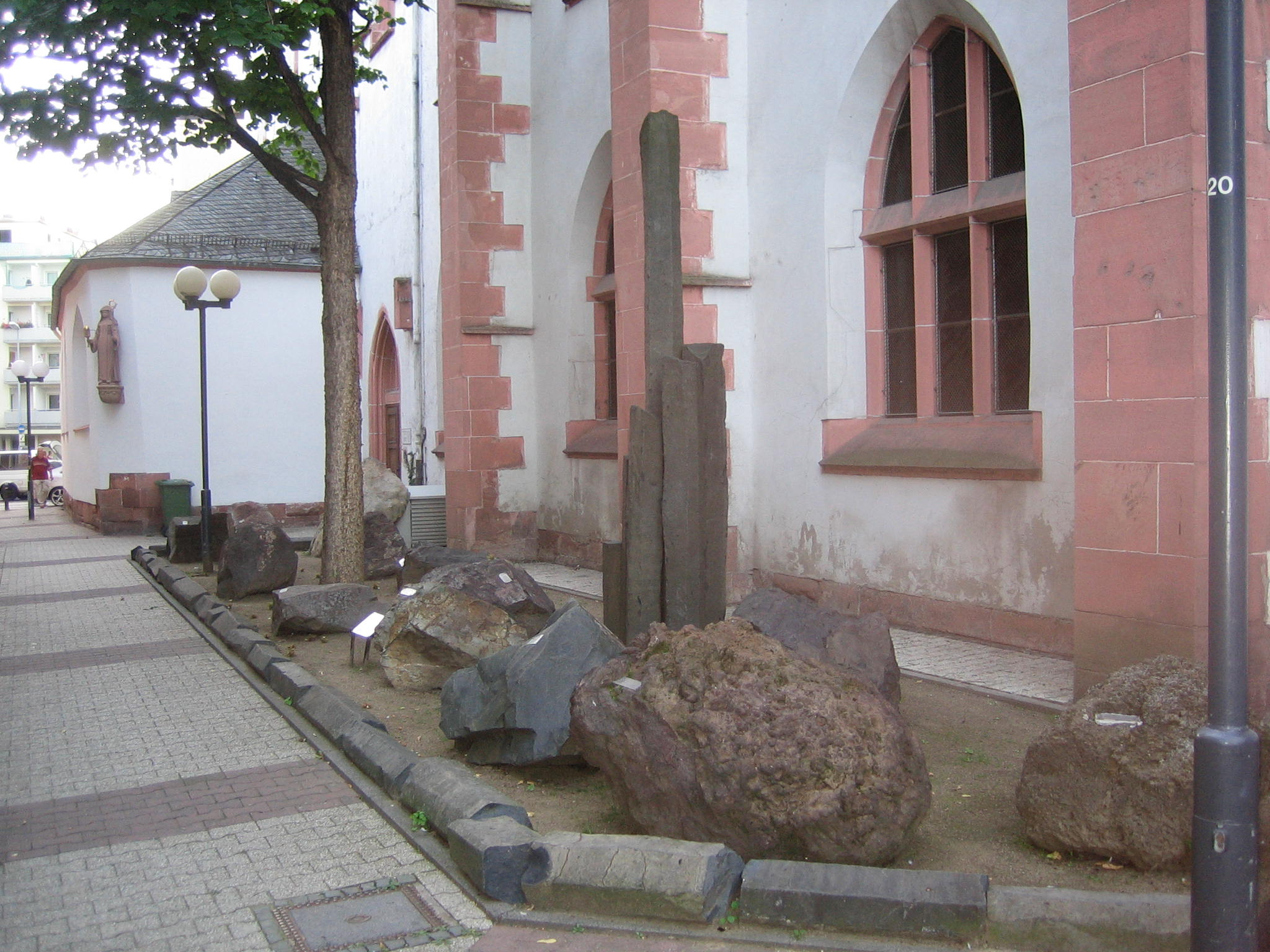
Geologische Formationen vor dem Museum

## Rheinische Naturforschende Gesellschaft
Die Sammlungen des Naturhistorischen Museums Mainz gehen auf das Jahr 1834 zurück. Damals wurde die Rheinische Naturforschende Gesellschaft gegründet und gleichzeitig eine Sammlung naturhistorischer Objekte aufgebaut, die zur Bildung und Erbauung der Mainzer Bürger dienen sollte. 1835 wurde die Kirche des Reichklaraklosters durch einen Umbau in fünf Stockwerke unterteilt. Im Verlauf des 19. Jahrhunderts verfielen die Gebäude zusehends. 1904 stand von dem ehemaligen Kloster lediglich noch die Kirche. In jenem Jahr plante die Stadt Mainz, die umfangreichen naturkundlichen Sammlungen der Rheinischen Naturforschenden Gesellschaft zu übernehmen und ein Museum einzurichten. Die Reichklarakirche schien dazu der geeignete Ort.

## Von der Eröffnung 1910 bis zur Zerstörung 1945
Am 16. Oktober 1910 eröffnete das Naturhistorische Museum Mainz in der Kirche des ehemaligen Reichklaraklosters für Besucher seine Pforten. Als erster Direktor fungierte Wilhelm von Reichenau (1847–1925). Er war Offizier gewesen, hatte diesen Beruf aber wegen einer Kriegsverletzung aufgegeben. Reichenau  hatte ab 1879 als Präparator der Rheinischen Naturforschenden Gesellschaft und ab 1888 als Konservator an deren naturkundlichem Museum gewirkt. In der Leitung folgten nach Wilhelm von Reichenau (1910 bis 1913), Otto Schmidtgen (1914 bis 1938), Eduard Schertz (1939 bis 1941) und Wilhelm Weiler (1941 bis zur Zerstörung durch Fliegerbomben 1945).
Bekannt wurde das Naturhistorische Museum Mainz in den 1920er Jahren durch bedeutende Fossilfunde bei Nierstein am Rhein (etwa 290 Millionen Jahre alte Fährtenplatten mit Fußabdrücken von Insekten und Sauriern) und aus Wallertheim (Funde an einer eiszeitlichen Jägerraststelle von Neandertalern). Neben den Sammlungen von Objekten aus der Urzeit bestand auch damals schon eine zoologische Abteilung. Am 27. Februar 1945 wurde die Reichklarakirche durch Fliegerbomben zerstört. Dabei ging der Großteil der Bestände des Naturhistorischen Museums verloren.

## Neuaufbau der Sammlung
Der Neuaufbau der Sammlungen fand nach dem Krieg unter schwierigen Bedingungen statt; nur so ist es verständlich, dass das Museum erst 17 Jahre nach den Kriegsschäden 1962 wieder eröffnet werden konnte. Aufgrund von immer kritischer werdenden Gebäude- und Fundamentschäden an dem mittelalterlichen Gebäudekomplex wurde das Naturhistorische Museum ab dem Sommer 2007 mit 3,6 Mio. Euro vorläufig saniert. Nach elf Monate dauernden Umbauarbeiten wurde das Museum Ende September 2019 wiedereröffnet.
Das Museum besitzt Fährten prähistorischer Saurier und Insekten aus der Rotliegend-Zeit (Perm) von Nierstein am Rhein. Mit mehr als 25.000 Funden aus den Mosbacher Sanden bei Mainz-Amöneburg verfügt es über eine vergleichsweise große Sammlung eiszeitlicher Tiere wie Flusspferd, Steppenmammut, Elch, Wolf, Mosbacher Löwe, Panthera gombaszoegensis und Säbelzahnkatze, die vor etwa 500.000 Jahren im Rhein-Main-Gebiet lebten. Das Museum feierte 1984 das 150-jährige Bestehen seiner Sammlungen. Als Meilenstein in der Geschichte des Naturhistorischen Museums Mainz gilt die Gründung der Landessammlung für Naturkunde Rheinland-Pfalz im Jahr 1988. Damit wurde der systematische Aufbau von wissenschaftlichen Belegsammlungen der Bereiche Biologie und Geowissenschaften für Rheinland-Pfalz ermöglicht.
Attraktionen in der Schausammlung sind die Präparate von drei südafrikanischen Steppenzebras (Quaggas). Weltweit existieren nur noch 23 Exemplare dieser um 1900 ausgestorbenen Tiere. Die Quaggas werden zusammen mit anderen Zebraarten und weiteren Pferdeartigen präsentiert: von rund 45 Millionen Jahre alten Pferden aus dem Eozän von Eckfeld bei Manderscheid über eiszeitliche Pferde bis zu den heutigen Pferden, Eseln und Halbeseln. Die reiche Mineraliensammlung informiert über die Bodenschätze von Rheinland-Pfalz. Ein weiterer Schwerpunkt ist die Präsentation der heimischen Vogelwelt.

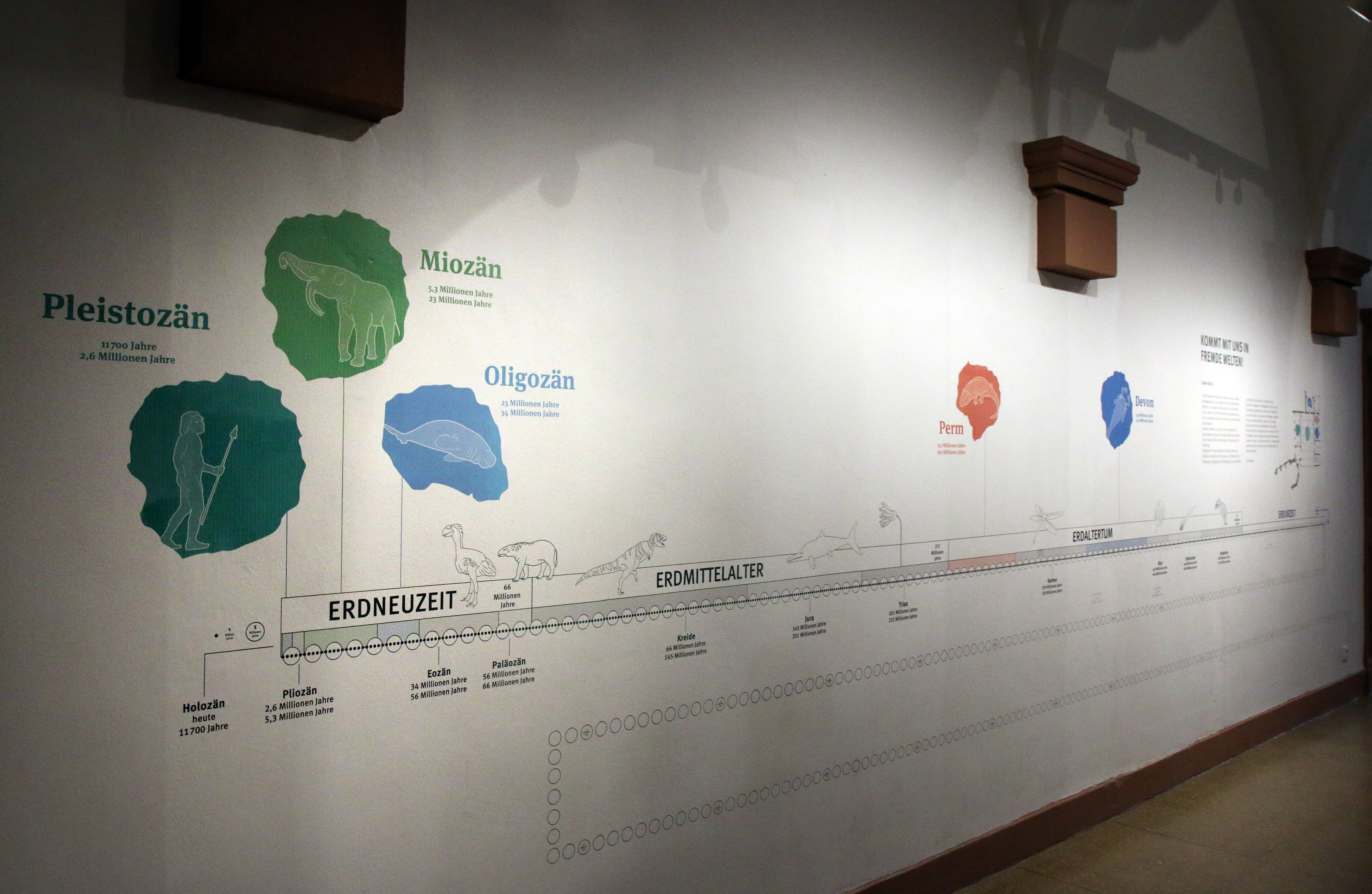
Die Phasen der erdgeschichtlichen Entwicklung im Zeitstrahl
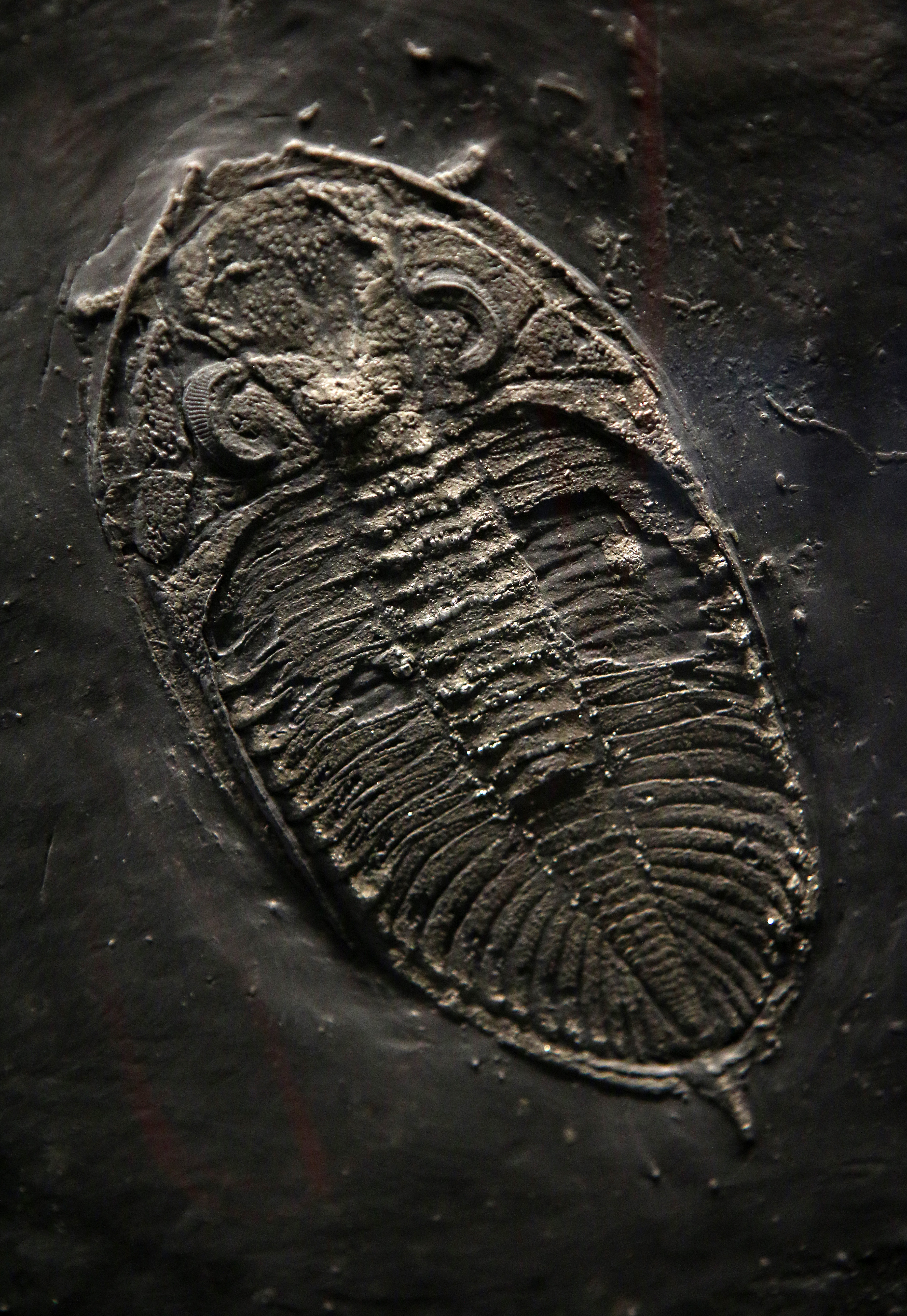
Fossil aus dem Schiefer des Hunsrücks
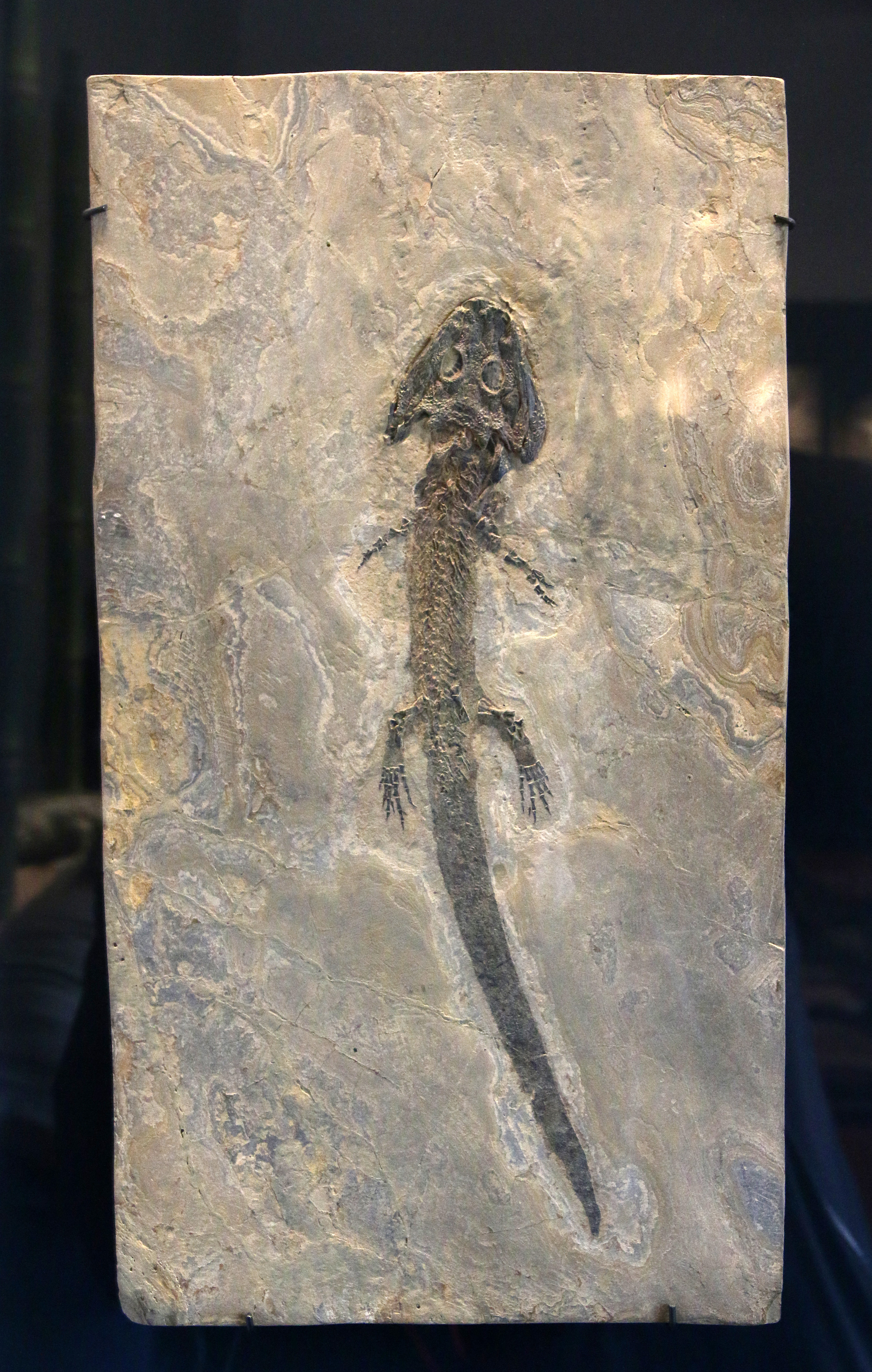
Versteinerte Amphibien aus dem Perm
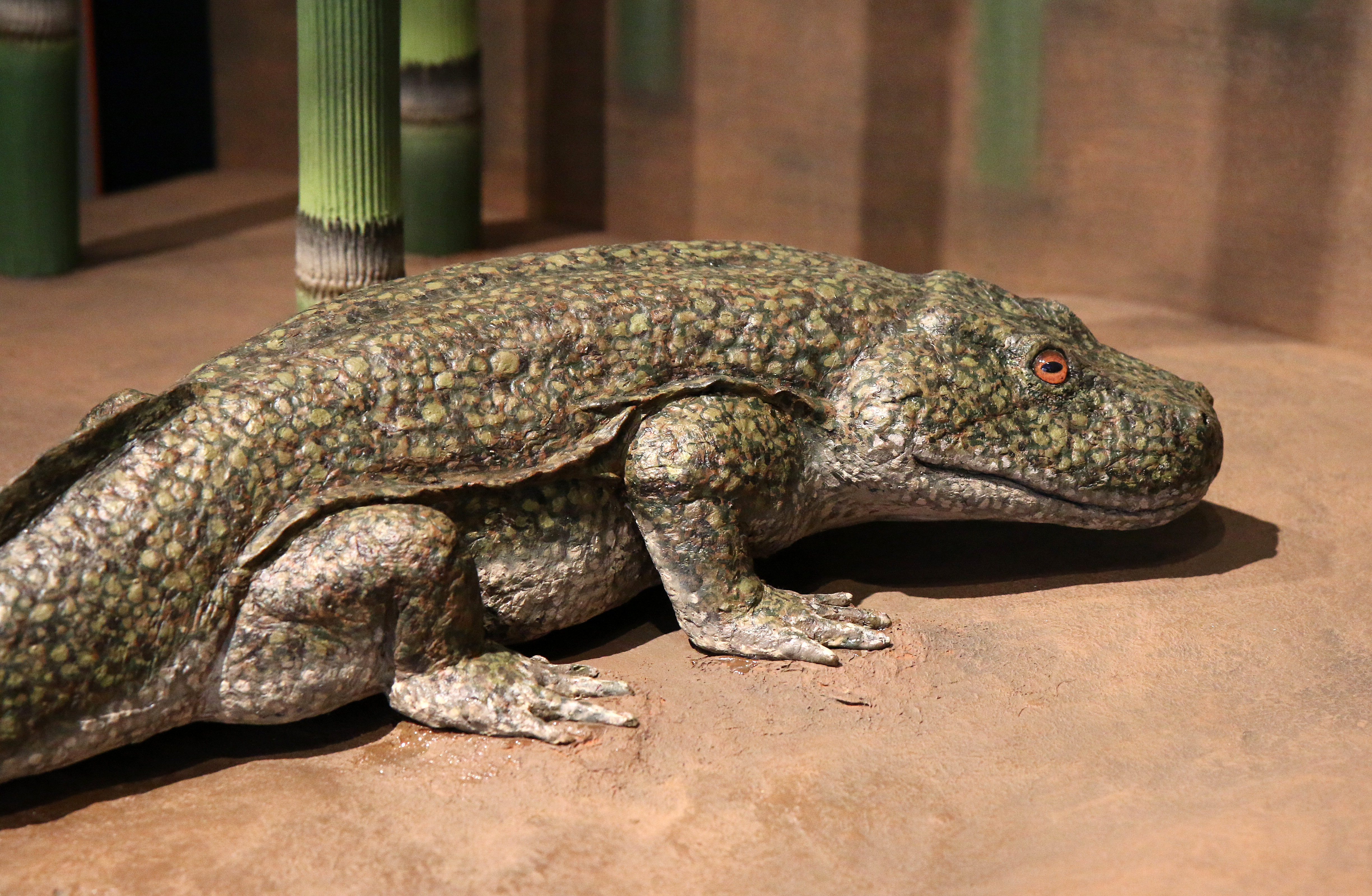
Die Eroberung des Landes im Paläozoikum: Sclerocephalus haeuseri
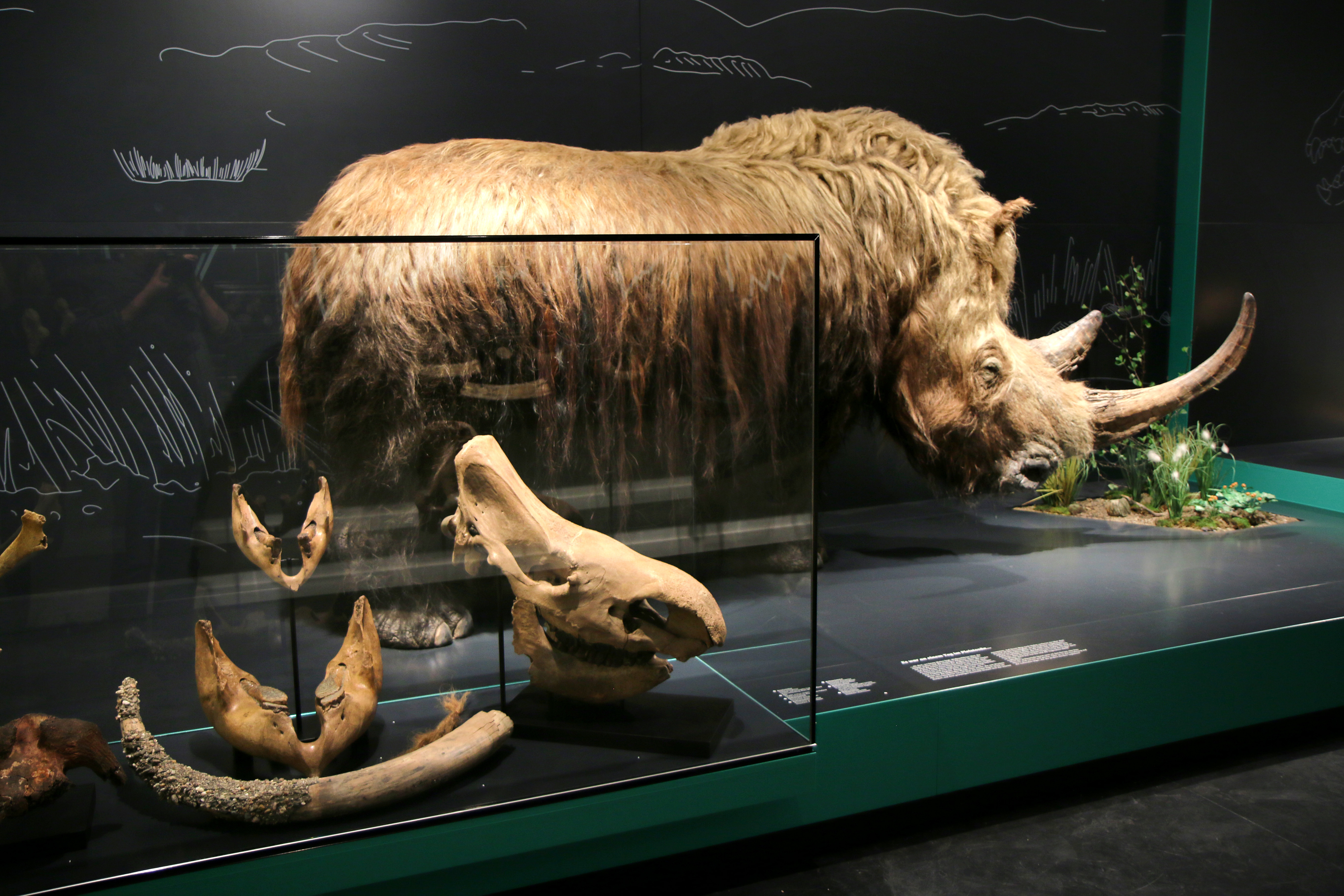
Das Wollnashorn lebte in den kaltzeitlichen Steppen Eurasiens im Pleistozän
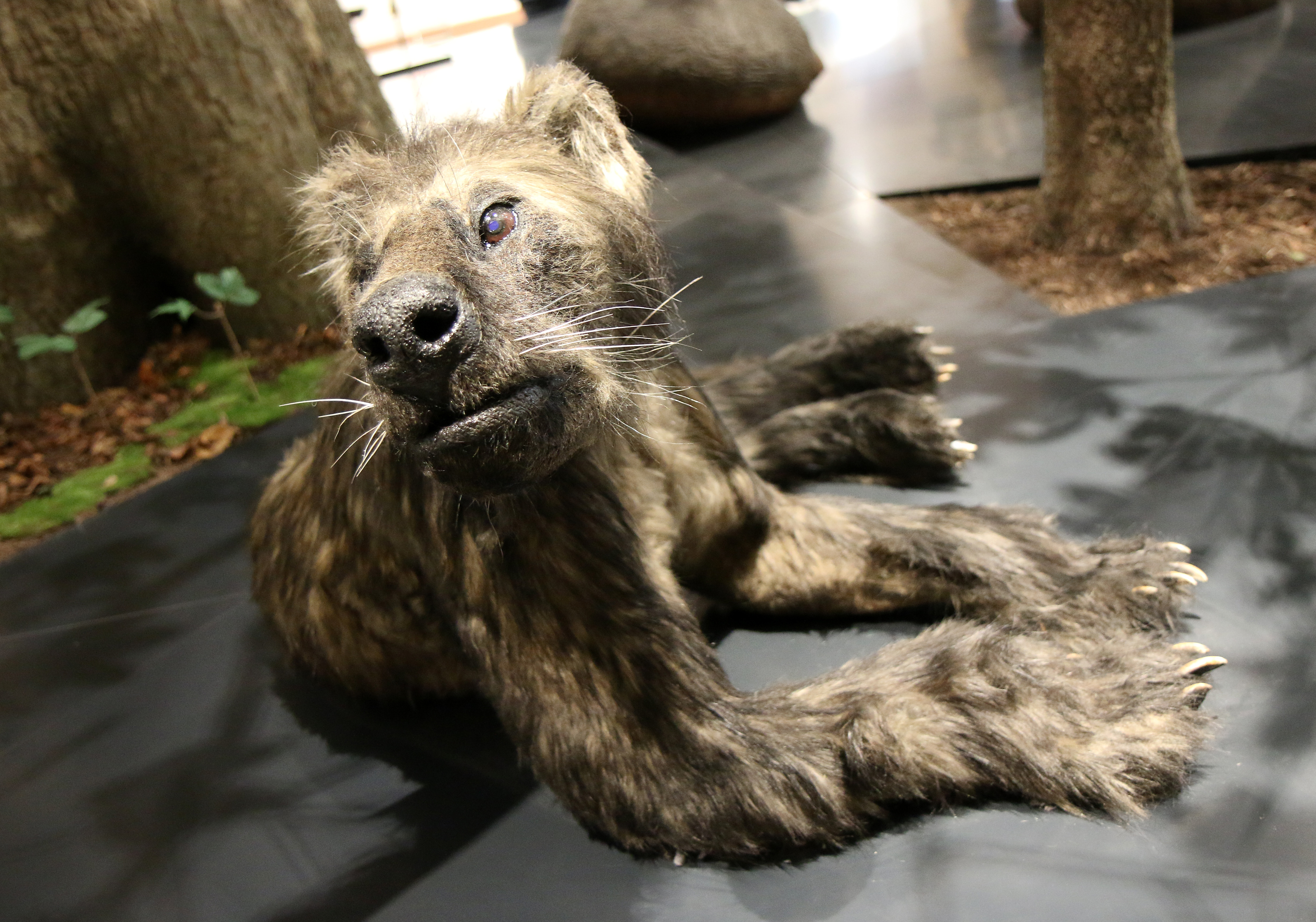
Welpe eines Bärenhundes (Agnotherium antiquum), der 270 kg schwer werden konnte.
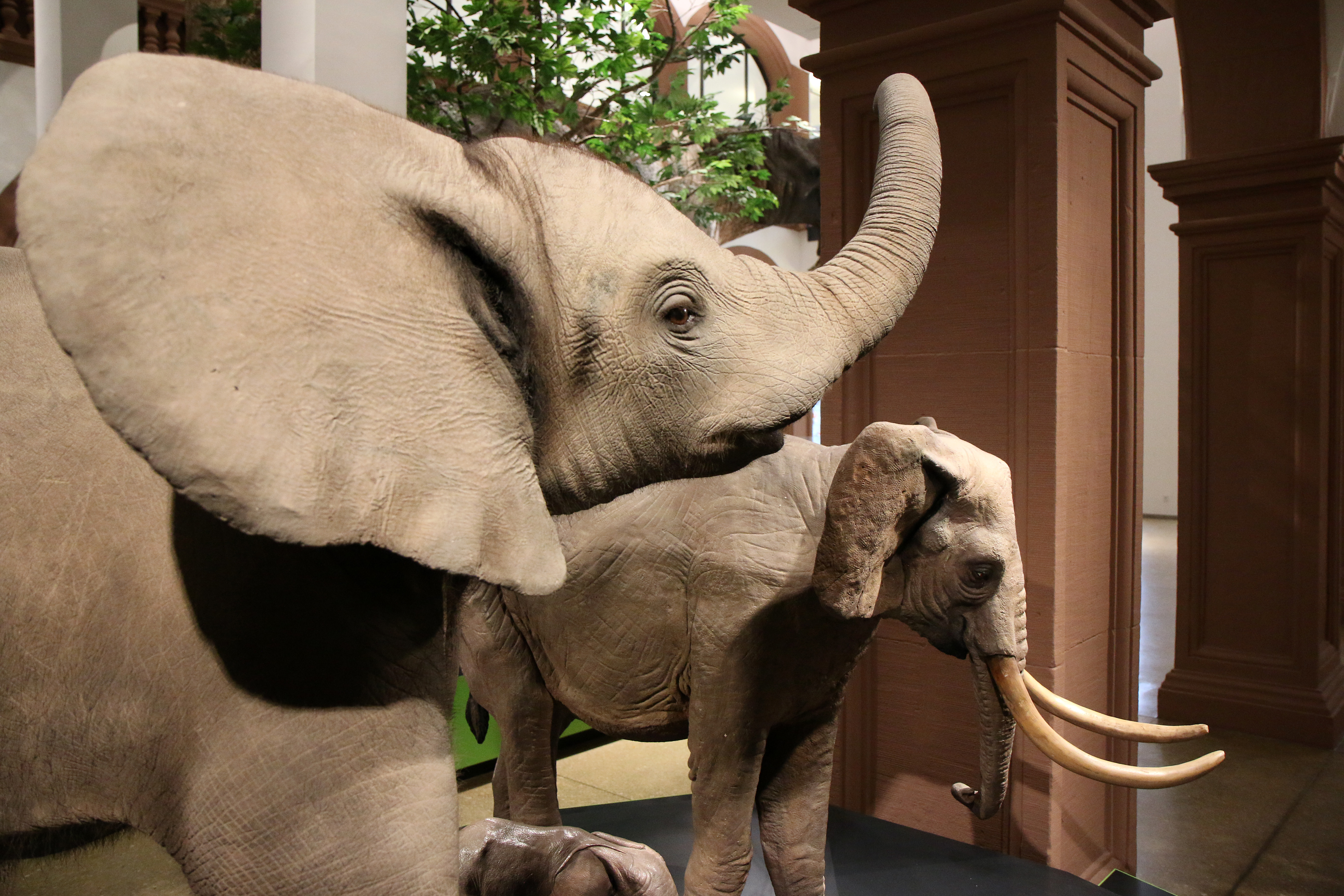
Zwergelefanten, die sich auf verschiedenen Inseln gebildet hatten (Inselverzwergung). Die meisten Arten sind heute ausgestorben.
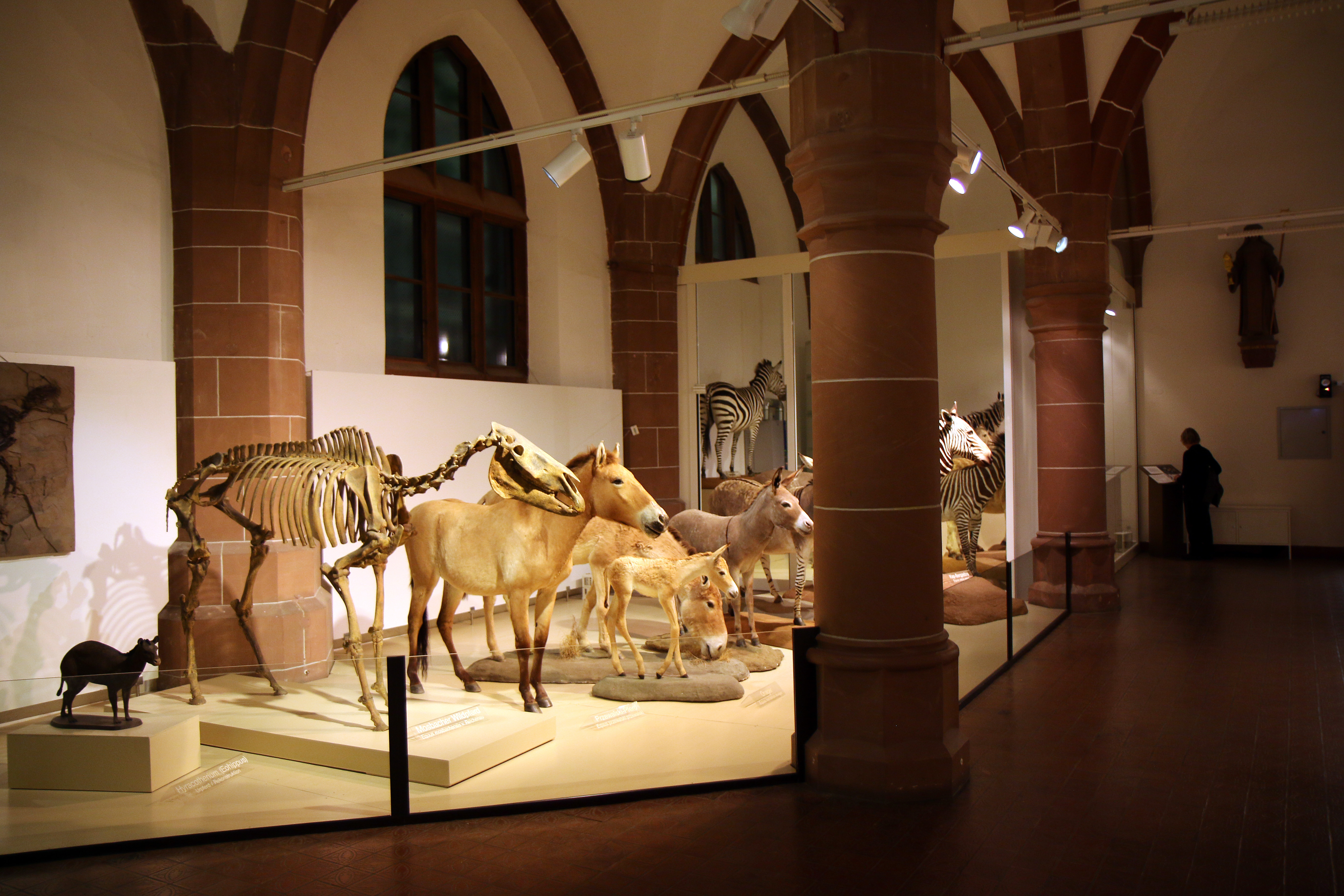
Halle mit den „Pferdeartigen“. Links ein Modell des Urpferdes.
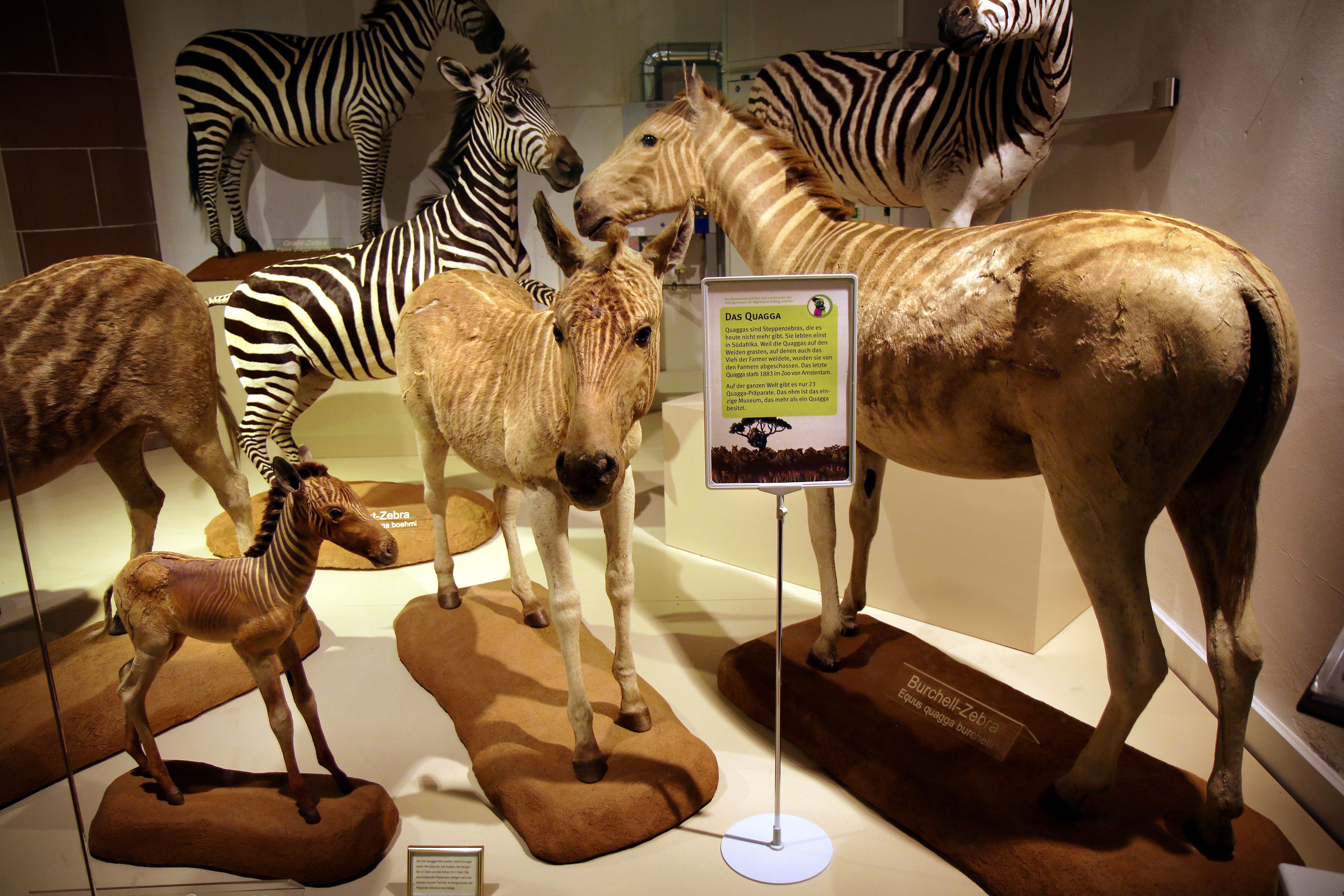
Im Vordergrund: Drei südafrikanische Steppenzebras (Quaggas), ausgestorben 1900.
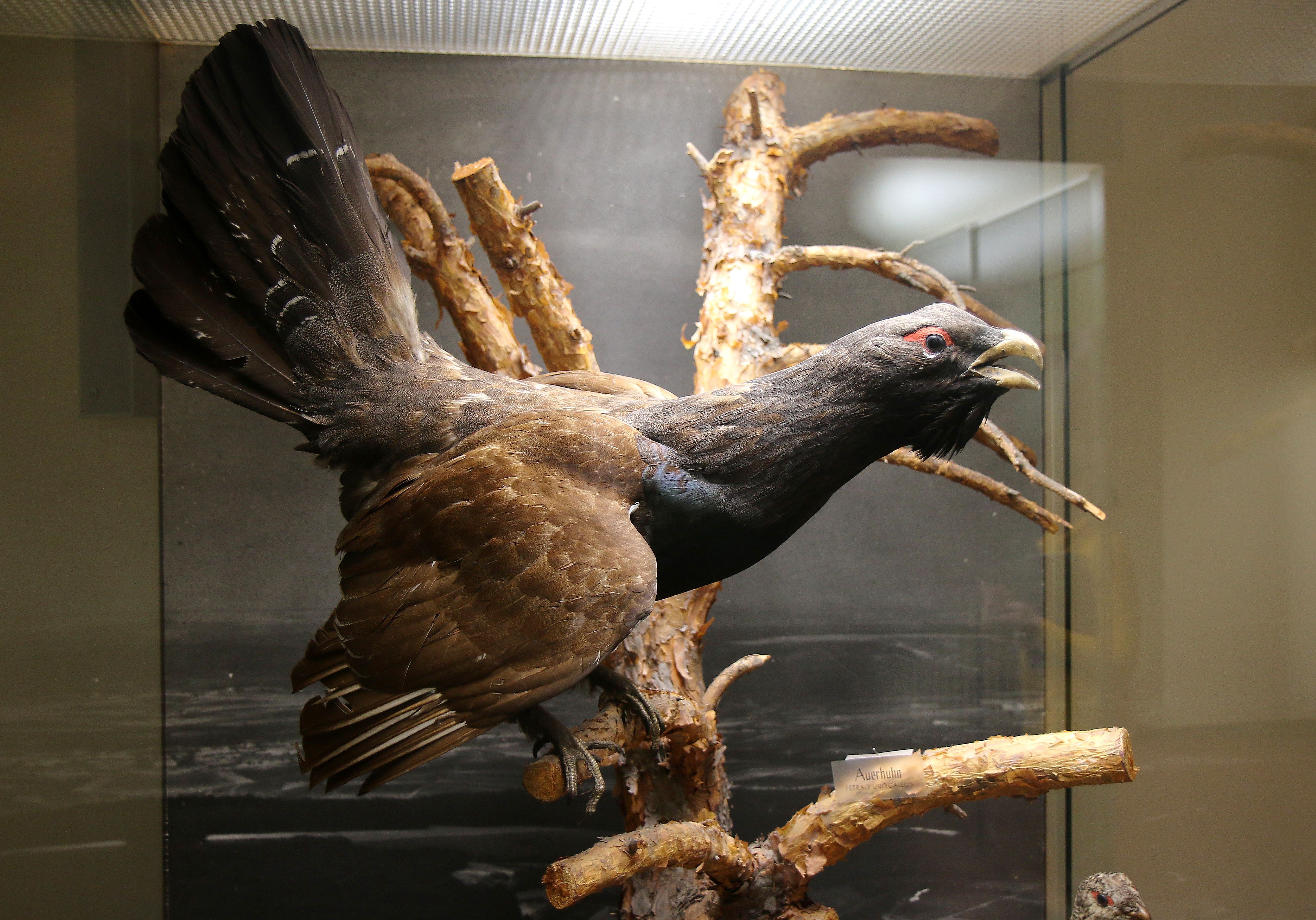
Das Auerhuhn, größter Hühnervogel in Deutschland, seine Zahl ist dabei abzunehmen.
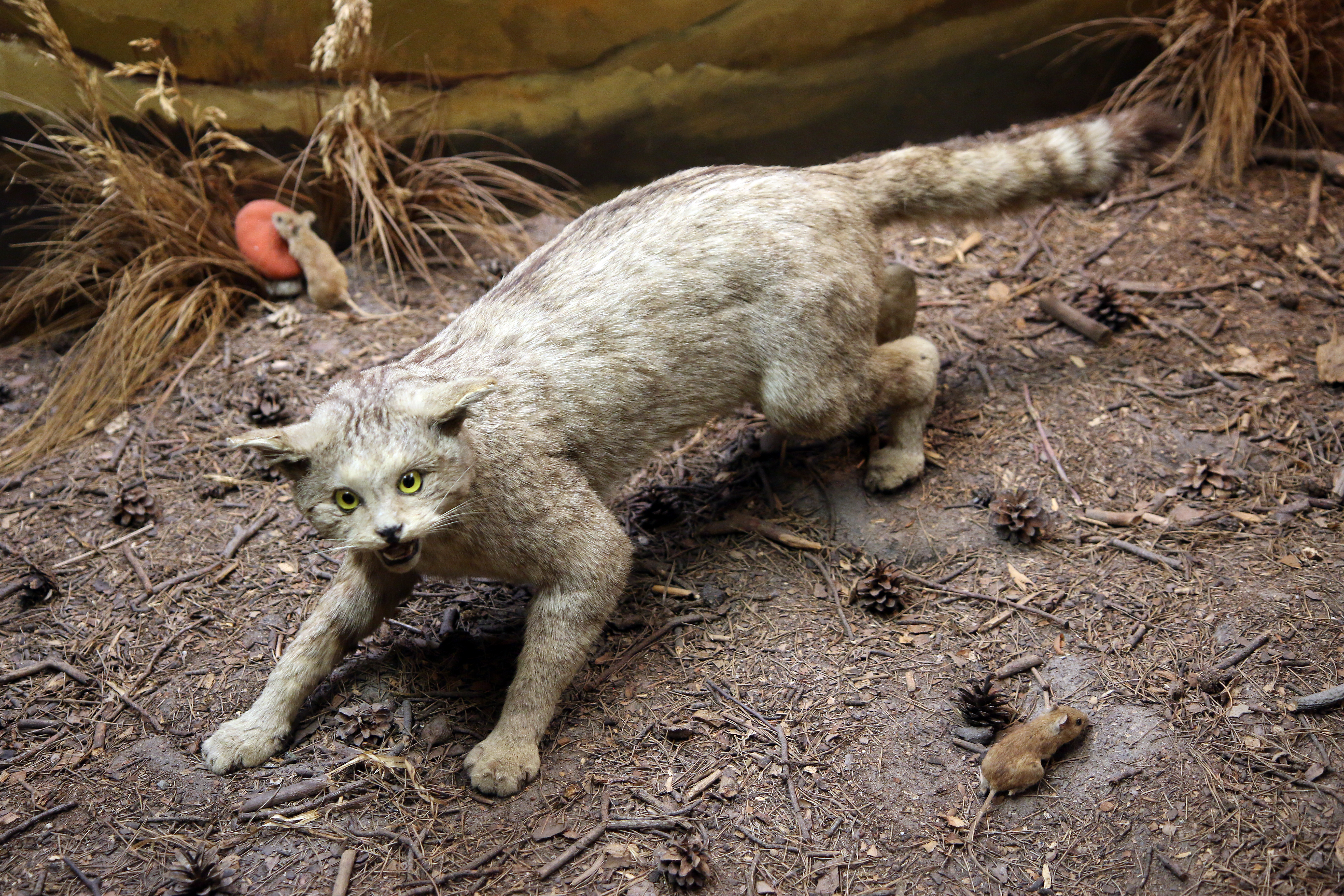
Die Wildkatze liebt naturnahe Wälder und Halboffenlandschaften.
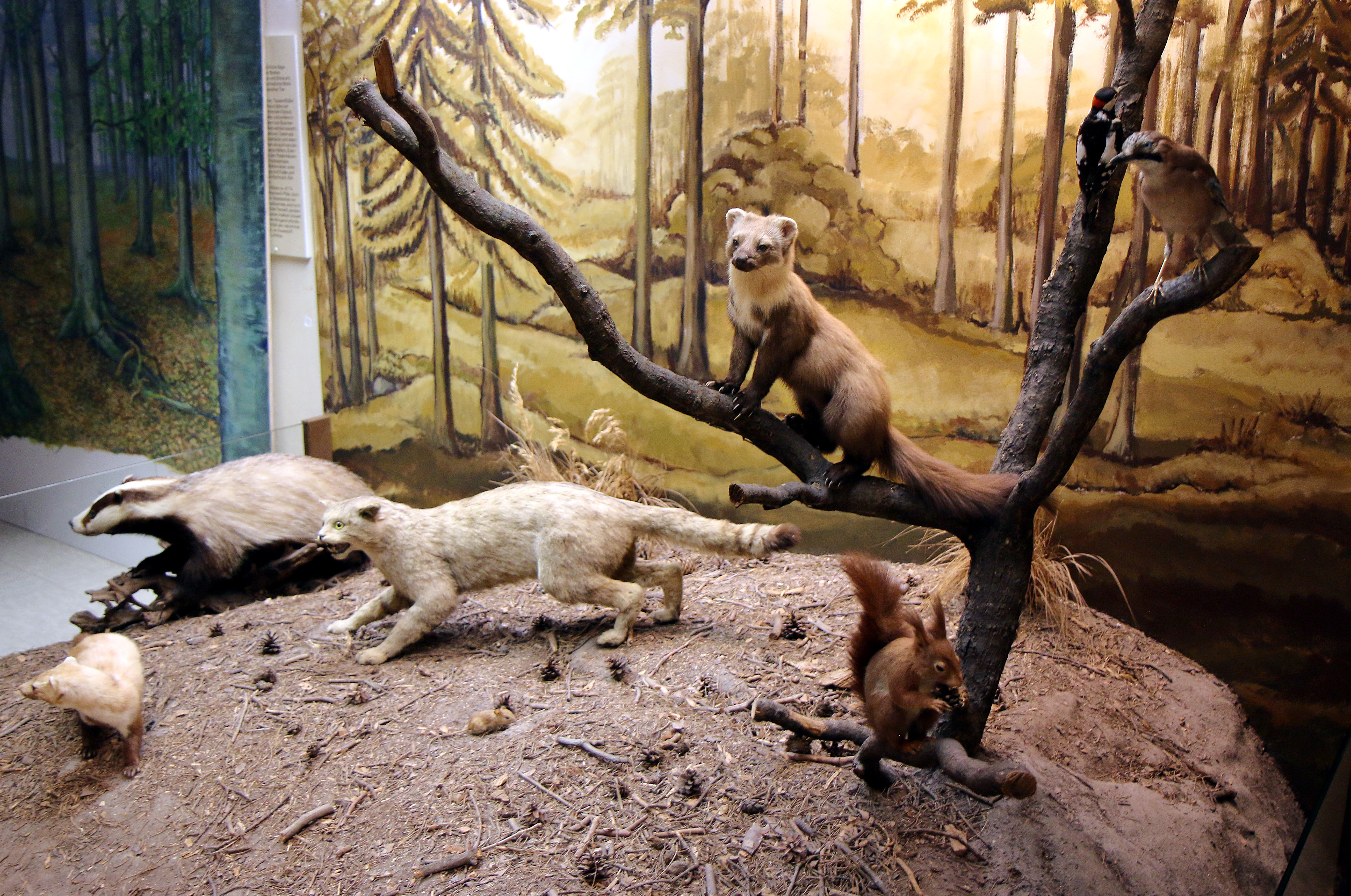
Im Museum werden verschiedene Lebensräume gezeigt, hier der einheimische Wald und einige seiner Tiere

## Typmaterial-Depot
Im „Typmineral-Katalog Deutschland“, das vom Mineralogischen Museum der Universität Hamburg betreut wird, ist das Naturhistorische Museum Mainz als Depot für das Typmaterial der anerkannten Mineralarten Belendorffit (HT, Sammlungs-Nr. M 2004/57-LS) und Strengit (HT, Sammlungs-Nr. M 1989/709) aufgeführt. Nach dem von der International Mineralogical Association (IMA) geführten Typmineralkatalog gehört zudem der Hentschelit (CT) zu den im Museum deponierten Typmineralen.